# Guadalupe (Zacatecas)
Guadalupe (offiziell Villa de Guadalupe de Rodríguez) ist eine ca. 150.000 Einwohner zählende Großstadt im nordmexikanischen Bundesstaat Zacatecas. Die gleichnamige Gemeinde (municipio) zählt ca. 220.000 Einwohner. Ganz in der Nähe verlief der von der UNESCO als Weltkulturerbe anerkannte Camino Real de Tierra Adentro. Im Jahr 2018 wurde das historische Zentrum der Stadt Guadalupe wegen seines kolonialen Erbes in die Liste der Pueblos Mágicos aufgenommen.

## Lage und Klima
Die Stadt Guadalupe liegt ca. 585 km (Fahrtstrecke) nordwestlich von Mexiko-Stadt in einer mittleren Höhe von ca. 2210 m; die Provinzhauptstadt Zacatecas befindet sich nur ca. 7 km westlich. Das Klima ist warm; Regen (ca. 700–1000 mm/Jahr) fällt überwiegend im Sommerhalbjahr.

## Bevölkerungsentwicklung
| Jahr      | 2000   | 2020    |
| Einwohner | 78.882 | 170.029 |

Der stetige Bevölkerungszuwachs beruht im Wesentlichen auf der immer noch anhaltenden Zuwanderung von Einzelpersonen und Familien aus den Dörfern der Umgebung. Die Bevölkerung besteht hauptsächlich aus Indianern und Mestizen; man spricht zumeist Spanisch.

## Wirtschaft
Seit Jahrhunderten werden in den Minen von Zacatecas Silber-, Kupfer-, Blei- und Zinkerze abgebaut. Die Minenarbeiter und die sich allmählich entwickelnde Stadtbevölkerung mussten mit Lebensmitteln versorgt werden und so begann die Viehzucht (Rinder, Schafe, Ziegen, Schweine) eine wichtige Rolle im Leben der Gemeinde zu spielen; daneben sind auch der Anbau von Getreide (Mais, Weizen, Gerste) und der Obst- und Gemüseanbau (Bohnen, Chilis, Tomaten, Kaktusfeigen, Pfirsiche, Birnen, Feigen, Walnüssen) von Bedeutung. In den Zwillingsstädten Zacatecas und Guadalupe haben sich Kleinhändler, Handwerker und Dienstleister aller Art angesiedelt.

## Geschichte
Zur Zeit der Eroberung durch die Spanier (conquista) waren die Gebiete im Norden Neuspaniens nur dünn von jagenden Indianern besiedelt; feste Häuser, steinerne Tempel oder gar städtische Strukturen gab es nicht. Die Gegend wurde von den Spaniern Huertas de Melgar genannt. Die Stadt Guadalupe entstand erst allmählich zwecks Sicherung der „Silberstraße“ (Camino Real de Tierra Adentro) zwischen Mexiko-Stadt und den Minen des Nordens.

## Sehenswürdigkeiten
- Größter und schönster Kirchenbau der Stadt ist die vom Franziskanerorden zu Beginn des 18. Jahrhunderts errichtete und zum Colegio Apostólico de Propaganda Fide de Nuestra Señora de Guadalupe gehörende Kirche, deren Fassade noch dem Barock verhaftet ist, wohingegen im Innern bereits deutliche klassizistische Einflüsse sichtbar werden.
- Zum ehemaligen Klosterkomplex gehört auch eine Bibliothek (Biblioteca Virreinal) mit zahlreichen Werken zur Geschichte der Missionierung des Nordens des Vizekönigreichs Neuspanien.
- Teile der ehemaligen Klostergebäude beherbergen das über die Region hinaus bedeutsame Museo Regional de Guadalupe, das überwiegend Werke der religiösen Kunst präsentiert, darunter auch einen Gemäldezyklus zum Leben des hl. Franz von Assisi.[4]
- Die Außenwände der Kirche der Ex-Hacienda San Bernárdez wurden ursprünglich nur von Strebepfeilern stabilisiert; dies reichte jedoch nicht aus und so wurden einige mächtige Strebebögen hinzugefügt. Das Portal zeigt einen aus der maurischen Architektur entlehnten Vielpassbogen.
- Die Kirche Nuestra Señora del Rosario ist ein Bau aus der Mitte des 20. Jahrhunderts.

## Persönlichkeiten
- Antonio Margil de Jesús (1657–1726), Franziskaner, gründete zahlreiche Missionsklöster in Neuspanien, darunter auch das Colegio Apostólico de Propaganda Fide de Nuestra Señora de Guadalupe.
- José María Rodríguez († 1814) war ein regionaler Anführer der Unabhängigkeitskämpfer (insurgentes) zu Beginn des 19. Jahrhunderts; er wurde am 3. Oktober 1814 hingerichtet.